# Bernd Rosemeyer
Bernd Rosemeyer (Lingen, 14 ottobre 1909 – Mörfelden-Walldorf, 28 gennaio 1938) è stato un pilota automobilistico tedesco.

## Biografia
Dopo una breve carriera da motociclista, nel 1934 Bernd partecipò a un test che l'Auto Union (grande rivale della Mercedes in quegli anni) aveva organizzato per saggiare nuovi talenti. L'Auto Union era inoltre la prima ad utilizzare la rivoluzionaria architettura del motore posteriore centrale, che richiedeva grandissima sensibilità e fulminei tempi di reazione per evitare improvvisi testacoda. Rosemeyer si adattò immediatamente, tanto da arrivare secondo dietro alla Mercedes di Rudolf Caracciola già al suo secondo Gran Premio, la gara dell'Eifel al Nürburgring del 1935, suscitando sensazione.

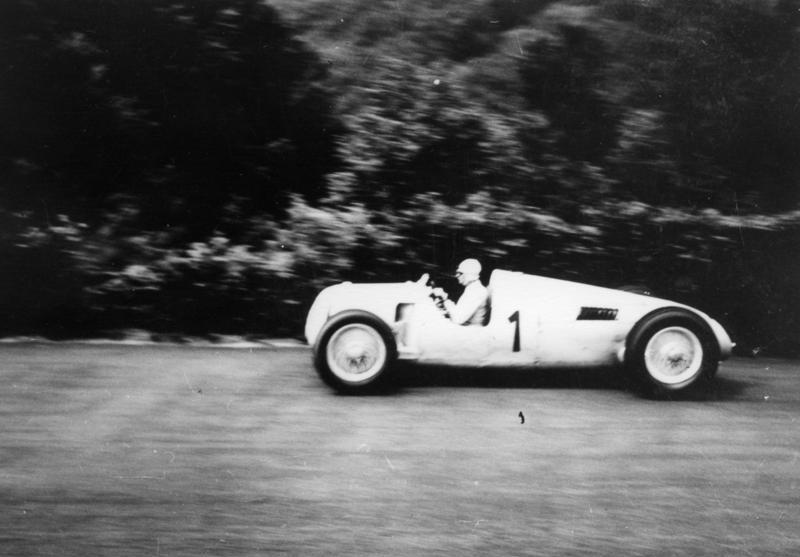
Bernd Rosemeyer nel 1937 al Nürburgring

Dopo altre buone prove, Bernd vinse il primo Gran Premio alla fine del 1935, sul circuito cecoslovacco di Brno. In quell'occasione egli conobbe la famosa aviatrice Elly Beinhorn, che fu sua moglie l'anno dopo, fino alla morte.
Nel 1936 Rosemeyer sulla Auto Union Type C dominò la stagione, vincendo i Gran Premi di Germania, di Svizzera, d'Italia, dell'Eifel e di Pescara, aggiudicandosi il Campionato Europeo Grand Prix. Vinse inoltre le corse in salita (allora molto prestigiose) di Friburgo e di Feldberg, diventando Campione Tedesco della Montagna.
Nel 1937 la lotta contro lo squadrone Mercedes divenne più dura, ma Rosemeyer riuscì a vincere all'Eifel, poi la prestigiosa Coppa Vanderbilt a New York, e infine i Gran Premi di Pescara e di Donington Park.

## La morte in prova
All'inizio del 1938 le autorità sportive indussero un nuovo confronto tra Mercedes e Auto Union per stabilire il record di velocità su strada, all'epoca di grande prestigio. Da diversi anni le case automobilistiche tedesche si cimentavano in questo tipo di record ma da quell'anno i tentativi di record divennero più frequenti. Prima del 28 gennaio, il primato apparteneva a Rosemeyer e alla Auto Union. Quel giorno il primo a cimentarsi fu Rudolf Caracciola, che gli strappò i record sia sul chilometro che sul miglio lanciati (ancora oggi imbattuti su strade ordinarie). Quando fu la volta di Rosemeyer, poco dopo la linea del traguardo del km, un'improvvisa sbandata per una folata di vento dall'altezza della radura di Mörfelden sulla autostrada Frankfurt-Darmstadt lo fece uscire di pista quando viaggiava a circa 432 km all'ora e, sbalzato fuori dall'abitacolo, morì sul colpo. La sua auto proseguì per diverse centinaia di metri, andandosi a fermare proprio in corrispondenza del traguardo del miglio. Le cause dell'incidente non furono mai del tutto chiarite. Di certo ci fu l'effetto di una raffica laterale di vento che investì l'auto in corrispondenza di una radura a bordo strada ma non è da escludersi anche il cedimento di speciali paratie laterali montate proprio quella mattina sulla vettura con lo scopo di sigillare il flusso d'aria che passava sotto l'auto (le prime "minigonne" della storia dell'automobilismo); essendo fatte di sottile lamiera metallica infatti, non è da escludersi che la grossa depressione sul fondo vettura le abbia fatte collassare, provocando la sbandata.
Oggi, nel luogo dell'incidente, sull'autostrada A5,  da Francoforte a Darmstadt (verso sud), nella prima area di sosta subito dopo l'uscita Langen-Morfelden è possibile vedere il monumento dedicato al pilota, sepolto nel cimitero di Dahlem am Hüttenweg, a Berlino.

## Risultati Campionato Europeo
| Anno | Squadra    | Costruttore | 1       | 2       | 3       | 4       | 5     | 6       | 7     | Posizione | Punti |
| ---- | ---------- | ----------- | ------- | ------- | ------- | ------- | ----- | ------- | ----- | --------- | ----- |
| 1935 | Auto Union | Auto Union  | MON     | FRA Ret | BEL     | GER 4   | SUI 3 | ITA Ret | ESP 5 | 7º        | 39    |
| 1936 | Auto Union | Auto Union  | MON Rit | GER 1   | SUI 1   | ITA 1   |       |         |       | 1º        | 10    |
| 1937 | Auto Union | Auto Union  | BEL     | GER 3   | MON Ret | SUI Ret | ITA 3 |         |       | 7º        | 28    |

| Colore  | Risultato                               | Punti |
| ------- | --------------------------------------- | ----- |
| Oro     | Vincitore                               | 1     |
| Argento | 2º posto                                | 2     |
| Bronzo  | 3º posto                                | 3     |
| Verde   | Completato più del 75% dei giri         | 4     |
| Blu     | Completato tra il 50% e il 75% dei giri | 5     |
| Viola   | Completato tra il 25% e il 50% dei giri | 6     |
| Rosso   | Completato meno del 25% dei giri        | 7     |
| Nero    | Squalificato (SQ)                       | 8     |
| Bianco  | Non partito (NP)                        | 8     |

N.B. Le gare in grassetto indicano una pole position mentre quelle in corsivo indicano il giro più veloce in gara.